# Dominic Lokinyomo Lobalu
Dominic Lokinyomo Lobalu, född 16 augusti 1998 i Sydsudan, är en schweizisk friidrottare som tävlar i långdistanslöpning.

## Karriär
Vid europamästerskapen i friidrott 2024 tog han brons på 5 000 meter och guld på 10 000 meter. Vid OS 2024 är han uttagen att tävla för det olympiska flyktinglaget.